# 安部信勝
安部 信勝（あんべ のぶかつ）は、戦国時代から安土桃山時代にかけての武将。今川氏、徳川氏の家臣。通称は彌一郎。法名は源正。

## 生涯
安部元真の子として誕生。
当初は父・元真と共に今川氏に仕えたが、後に徳川家康の家臣となる。天正11年（1583年）には後北条氏の甲斐国本巣の砦を攻め落とし、翌天正12年（1584年）の小牧・長久手の戦いでも戦功を挙げた。また同年6月の蟹江城合戦では、石川数正と共に前田長種が守る前田城（蟹江城の支城）を攻め、長種を破った。
天正18年（1590年）、家康が関東に移封された際、武蔵国榛沢郡・下野国梁田郡内の5250石の領地を賜った。
慶長5年（1600年）1月2日、大坂において49歳で死去。

## 系譜
- 父：安部元真（1513-1587）
- 母：不詳
- 正室：水野忠重の娘
  - 男子：安部信盛（1584-1674）
- 生母不明の子女
  - 男子：安部正成
  - 女子：天野康宗正室
  - 女子：富塚信綱室